# Héliotropion
A héliotropion Metón (I. e. 5. század) görög csillagász által az athéni Pnüx közelében felállított oszlop, ami csillagászati megfigyelésekre szolgált, segítségével a téli és a nyári napfordulókat figyelte meg, s ezeket az oszlopon megjelölte.
Megfigyeléseiben minden bizonnyal a közeli Lükabettosz hegy csúcsai által jelzett irányokat is felhasználta, mivel a nagyobb távolság növelte a „műszer” pontosságát.

## Leírása
Bár maga a héliotropion nem maradt fenn, ezért pontos formáját nem ismerjük, de következtetni tudunk működésére.
Maga a hely, ahol Metón a megfigyeléseit végezte, természetes módon sík, aminek kiterjedését megnövelték. Mivel a napfordulók idején a Nap deklinációja csak keveset változik, ennek megfigyelése igen nehéz egy műszer fizikailag korlátozott méretei miatt. Ezért nagyon valószínű, hogy az ilyen jellegű megfigyelések során olyan távolabbi, horizonton látható pontokat használtak, amik jól elkülöníthetőek voltak a környezetüktől. Ez mintegy felnagyította a műszer skáláját.
Pnüx közelében található a tőle 3 km-re lévő, 300 m magas Lükabettosz hegy. Minden bizonnyal volt rajta olyan kiszögellés, aminek irányában a Nap a napforduló idején megjelent, és ezt az irányt jelölni lehetett a megfigyelésre szolgáló oszlopon.

## Története
Történelmi feljegyzések szerint Metón az i.e. 432. évben a nyári napfordulókor megfigyeléseket végzett a műszernél.
Ezen a helyen található az 1890-ben létesített Athéni Nemzeti Obszervatórium (40 cm-es ekvatoriális Gautier-refraktorral).

## Jelentősége
A nyári napforduló idejének meghatározása, illetve napjának előre jelzése a civil lakosság életében azért volt fontos, mert az athéni naptárban az év a napfordulót követő első újholddal kezdődött. Szakértők szerint Metón az itt végzett megfigyelései alapján ismerte fel a róla elnevezett Metón-ciklust (amiben 19 év alatt 235 szinodikus hónap van).

## Kulturális vonatkozások
Arisztophanész A madarak című vígjátékához fűzött megjegyzéseiben említést tesz róla, hogy Metón a Pnüx közelében héliotropiont állított fel. A darabban Metón mint komikus alak jelenik meg, a lakosság jól ismerhette i.e. 414-ben.
Klaudiosz Ptolemaiosz Almageszt című művében, és Diodórosz is megemlíti („A történelem könyvtára”, 12.36.1–2), hogy Metón az i.e. 432. évben a nyári napfordulókor megfigyeléseket végzett a műszernél. Diodórosz azt is hozzáteszi, hogy Metón ezek alapján ismerte fel az általa leírt csillagászati ciklust.